# Цитароиды
Цитароиды (лат. Citharoides) — род лучепёрых рыб из семейства цитаровых отряда камбалообразных (Pleuronectiformes). В состав рода включают три вида. Представители рода встречаются в Индийском и западной части Тихого океана от Японии до Австралии. Длина тела от 25 до 29 сантиметров.

## Описание
Тело эллиптической формы, несколько сжато с боков. Чешуя крупная, ктеноидная на глазной стороне. Край предкрышки не покрыт кожей и чешуёй. Рот большой, зубы не увеличены. Жаберные тычинки тонкие с небольшими шипами. Спинной плавник не имеет жёстких лучей. Анальный плавник длинный и также без жёстких лучей. Хвостовой плавник не соединяется с анальным и спинным плавниками. Грудные плавники расположены по обеим сторонам тела. Брюшные плавники с коротким основанием имеют один колючий и 5 мягких лучей. Боковая линия хорошо развита на обеих сторонах тела, делает высокий изгиб над грудными плавниками. Слепая сторона белёсая, глазная сторона иногда с несколькими пятнышками
.

## Виды
- Citharoides macrolepidotus — Крупночешуйный цитароид[1]
- Citharoides macrolepis
- Citharoides orbitalis